# Первое Семёново
Пе́рвое Семёново (чув. Кӑшаркасси) — деревня в Цивильском районе Чувашской Республики. Входит в состав Рындинского сельского поселения.

## География
Находится в северной части Чувашии на расстоянии приблизительно 4 км на запад по прямой от районного центра города Цивильск на левом берегу реки Унга.

## История
Известна с 1719 года как деревня 18 дворов, 75 мужчин. В 1719 году учтено было 18 дворов, 75 мужчин, 1747 — 84 мужчины, в 1795 году — 35 дворов, 229 жителей, в 1858—401 житель, 1906—151 двор, 826 жителей, 1926—183 двора, 950 жителей, 1939—800 жителей, в 1979 450 жителей. В 2002 году 172 двора, 2010—114 домохозяйств. В начале 1920-х годов включила в свой состав деревню Второе Семёново. В период коллективизации был образован колхоз «Пионер», в 2010 году действовало КФХ «Хорошавин».

## Население
Постоянное население составляло 343 человека (чуваши 98 %) в 2002 году, 266 в 2010.